# Бестерце-Насод
Бестерце-Насод (венг. Beszterce-Naszód) — исторический комитат в Трансильвании. Его территория сейчас входит в состав Румынии. Административным центром комитата Бестерце-Насод был город Бестерце.

## География
Комитат Бестерце-Насод граничил с королевством Румыния, австрийской Буковиной и венгерскими комитатами Мармарош, Сольнок-Добока, Колож, Марош-Торда и Чик.

## Население
В 1910 году комитат имел население 127 843 человек. Они говорили на следующих языках:
- румынский — 87 564;
- немецкий — 25 609;
- венгерский — 10 737;

## Административное деление
В начале XX века в состав комитата входили следующие округа:
| Округа        | Округа     |
| Округ         | Адм. центр |
| ------------- | ---------- |
| Бешеньо       | Бестерце   |
| Яд            | Бестерце   |
| Насод         | Насод      |
| Орадно        | Орадно     |
| Муниципалитет |            |